# Heiligenhäuschen Heribertstraße (Eschweiler über Feld)

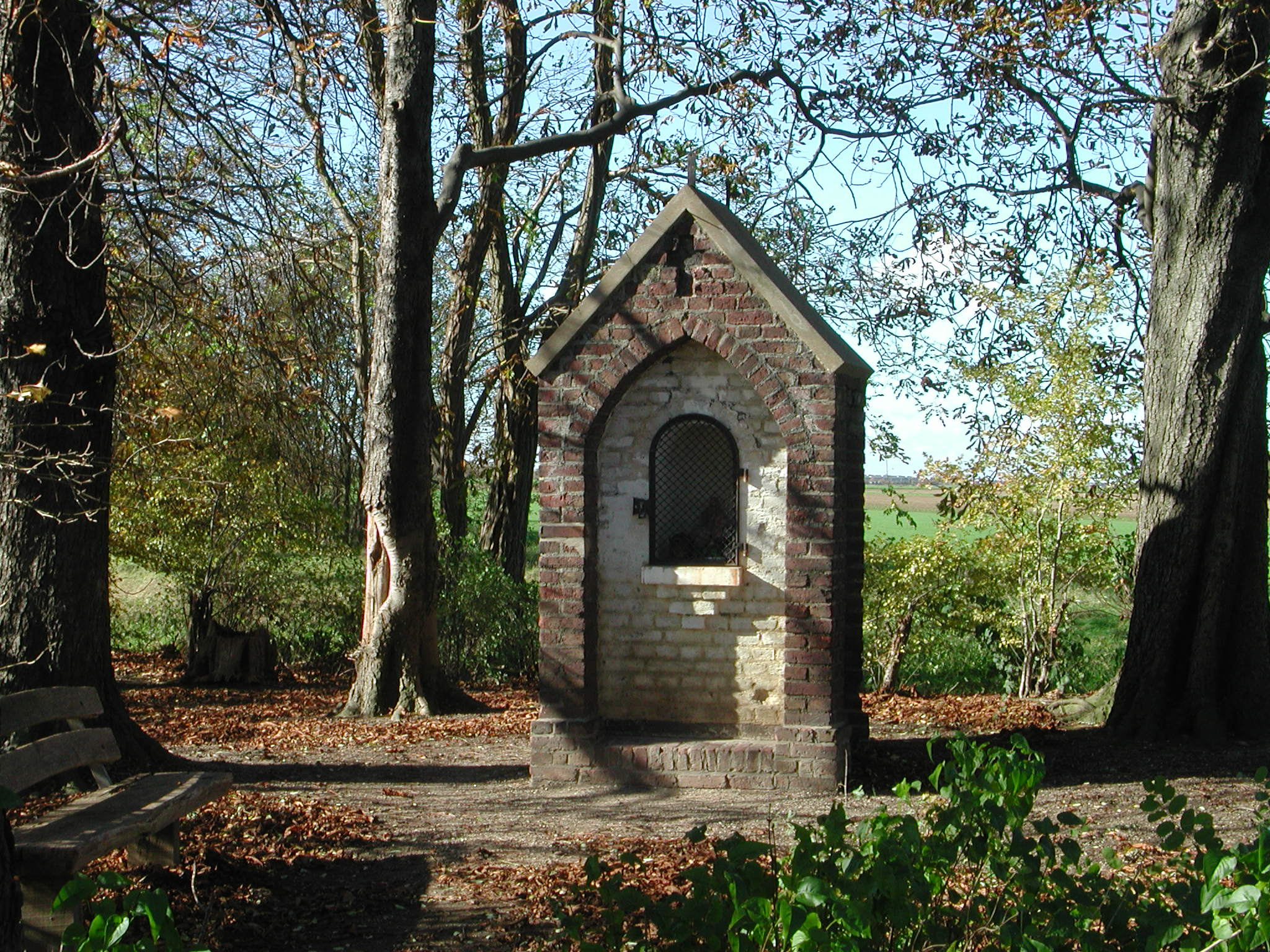
Das Heiligenhäuschen

Das denkmalgeschützte Heiligenhäuschen Heribertstraße steht in Eschweiler über Feld, einem Ortsteil der Gemeinde Nörvenich im Kreis Düren, Nordrhein-Westfalen.
Dieses Heiligenhäuschen befindet sich  unter Bäumen gegenüber der Einfahrt zum Hermannshof an der Landesstraße 263 am Ortsausgang Richtung Girbelsrath. Früherer Besitzer des Hermannshofes waren die Grafen Wolff-Metternich. Sie ließen 1858 das Häuschen errichten. Die Vicomtesse de Maistre, eine geborene Gräfin von Wolff-Metternich, die den Gutshof von ihrem Bruder Hermann-Josef geerbt hatte, stiftete eine wertvolle Holzstatue des hl. Hermann-Josef. Diese Plastik wurde nach dem Ersten Weltkrieg von französischen Besatzungstruppen mit Bajonetten zerstört. 
Heute steht im Heiligenhäuschen, das vom jetzigen Besitzer des Hermannshofes unterhalten wird, eine nicht sehr wertvolle Madonnenfigur. 